# Johann Jakob Trunk
Johann Jakob Trunk (* 21. Februar 1745 in Worms; † 30. März 1816 in Alsheim) war ein deutscher Forstwissenschaftler und Kameralist.

## Wirken
Johann Jakob Trunk, der aus ärmlichen Familienverhältnissen stammte, studierte zuerst Theologie, dann Rechtswissenschaft an der Universität Gießen und promovierte dort 1782. Allerdings war er in den Jahren von 1777 bis 1782 als Beamter des Kurfürsten von Mainz in Amorbach (Odenwald) tätig. Anschließend war er bis 1787 als Reichskammergerichtsadvokat am Reichskammergericht in Wetzlar tätig. Da Trunk sich in seiner Verwaltungstätigkeit in Amorbach bereits viel mit forstlichen Angelegenheiten beschäftigt hatte, wurde ihm 1787 die Professor für Forstwissenschaft an der Universität Freiburg/Br. zuteil, die erste Professur dieser Art in Deutschland überhaupt. Außerdem wurde er zum Oberforstmeister für Vorderösterreich ernannt. Trunk widmete sich sehr intensiv seinen neuen Aufgaben durch die Lehrtätigkeit und eigene Veröffentlichungen. Zu seinen Schülern in Freiburg gehörte u. a. Joseph Freiherr von Lassberg. Auch aus der Schweiz kamen Studierende zu ihm.
Im Jahre 1792 wurde Trunk zum Kurfürstlichen Wirklichen Hofrat ernannt und erhielt eine Professur für Politisch-Ökonomische Wissenschaften an der Universität Bonn. Dort war er bis zu seinem Eintritt in den Ruhestand 1800 tätig.
Mit seinen Lehrbüchern hat Trunk die Forstwissenschaft seiner Zeit stark geprägt. Mit der Zeit veränderten sich seine traditionell geprägten Anschauungen hin zum Individualismus und Liberalismus, wobei Trunk wohl auch durch die Folgen der Französischen Revolution nicht unbeeinflusst war.

## Veröffentlichungen (Auswahl)
- Meditatio seu lectio cursoria de imperio principis in rebus ecclesiae disciplinaribus. Dissertation Universität Gießen 1782.
- Triga exercitationum in ius eclesiasticum, publicum, et privatum. Winckler, Wetzlar 1782.
- Ius Caesaris in dissensu trium collegiorum in comitis pro et cum duobus decidendi ex legibus et usu demonstratum. Winckler, Wetzlar 1782.
- Neues, vollständiges Forstlehrbuch, oder systematische Grundsätze des Forstrechts, der Forstpolizey, und Forstökonomie. Freiburg/Br. 1788 (weitere Ausgabe bei Eßlinger, Frankfurt/M. 1789); Nachdruck mit Einführung von Bernd Bendix Verlag Kessel, Remagen-Oberwinter 2019, ISBN 978-3-945941-54-6 (Reihe „Forstliche Klassiker“, Bd. 32).
- Praktische Forsttabellen oder Muster von Waldrugregistern. Zehnder, Freiburg/Br. 1789.
- Geschicht- und Akten-mäsige Darstellung der so nichtigen, als unglücklichen zwoten Verehelichung des k.k. Vorderösterreichischen Oberforstmeisters ... Johann Jakob Trunk, mit der Fr. Karoline Antonette v. Sparr, nun sich so nennenden Frau von Trunk. o. O. 1794.
- Systematisch-praktischer Forst-Katechismus oder die wesentlichen Lehren und Anfangsgründe der Forstwirthschaft. Frankfurt/M. 1799.
- Neuer Plan der allgemeinen Revolution in der bisherigen Verwaltung  oder letztes Mittel, die misslichen Wald- und Wildnützungen besser zu sichern... Frankfurt/M. 1802.
- Die vortheilhafteste Art die Laubwaldungen zu behandeln. Ein forstwissenschaftliches Gutachten. Frankfurt/M. 1802.
- (Übers. und mit Anmerkungen versehen): Nicolas T. DesEssarts / Des französischen Tyrannen Maximilian Robespierres politisches Leben, merkwürdige Thaten und trauriges Ende. Gutmann, Heidelberg 1808.